# Il terrore di Frankenstein
Il terrore di Frankenstein (The Ghost of Frankenstein), anche noto in Italia come Il fantasma di Frankenstein, è un film diretto dal regista Erle C. Kenton nel 1942.
La pellicola horror fantascientifica si riallaccia alla celebre trilogia cinematografica ispirata al romanzo di Mary Shelley e costituita dai film Frankenstein (1931), La moglie di Frankenstein (1935) e Il figlio di Frankenstein (1939).

## Trama
Nel 1901 gli abitanti del villaggio dei Frankenstein sentono di essere vittime di una maledizione e incolpano di tutte le loro sventure il mostro di Frankenstein. Il sindaco del paese acconsente, per placare l'ira popolare, che la popolazione distrugga il castello del barone Frankenstein facendolo saltare in aria con della dinamite. Giunti in loco, gli abitanti si accorgono della presenza di Ygor al castello, miracolosamente sopravvissuto allo scontro precedente con Wolf Frankenstein che gli aveva sparato. Mentre il castello crolla sotto i colpi dei popolani, egli ritrova il mostro nel sotterraneo, liberandolo dal blocco di zolfo dove era incastrato. I due fuggono prima che il maniero esploda del tutto. Ygor decide di portare la creatura, ora molto indebolita, dal secondo figlio del barone creatore del mostro, un rinomato neurochirurgo che risiede nella vicina cittadina di Visaria.
Ludwig, il secondogenito di Henry Frankenstein, prima rifiuta sdegnato ogni richiesta di aiuto di Ygor, ma, dopo che gli appare il fantasma del genitore, decide di riparare all'errore del padre e di dare alla creatura un nuovo cervello. L'idea è quella di utilizzare il cervello del dottor Kettering, primo assistente di Ludwig e vittima del mostro, ma Ygor si offre volontario per potersi unire alla creatura alla quale è legato. Lo scienziato si rifiuta, ma un suo collega vuole invece farlo, convinto anche dal diabolico Ygor.
Il cervello di Ygor viene così trasferito nel corpo del Mostro, e si rivela subito nella sua natura malvagia, perché, godendo del nuovo corpo, inizia a commettere crimini e omicidi. Alla fine però, dopo essersi confrontato con Ludwing ed Erik Ernst, Ygor-Frankenstein, diventato cieco a causa di un effetto collaterale del trapianto di cervello, brucerà vivo nel laboratorio in fiamme.

## Produzione

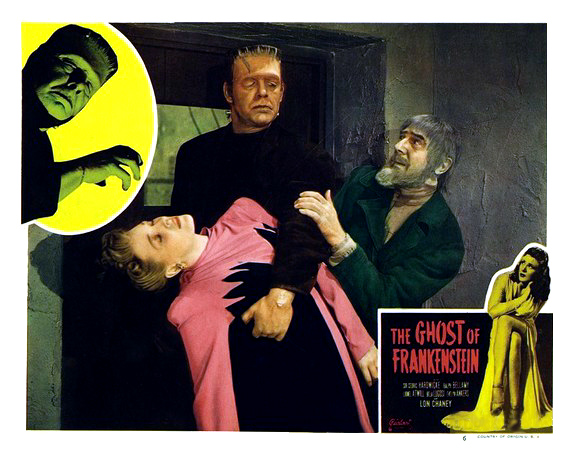
Locandina colorata del film

Dopo avere interpretato la creatura in tre film, Boris Karloff non volle tornare ancora nei panni del mostro, e quindi il ruolo fu affidato a Lon Chaney Jr., figlio del grande Lon Chaney, già celebre per il ruolo di Larry Talbot in L'uomo lupo. La regia del film venne affidata dalla produzione a un onesto artigiano del cinema, Erle C. Kenton, che lavorò coadiuvato dallo scenografo Jack Otterson. Come sarà più evidente nei successivi film del ciclo, il mostro è sempre più un oggetto, strumento senza personalità, privo delle sfaccettature e delle sfumature che gli donavano l'interpretazione di Karloff.
Il terrore di Frankenstein segnò l'ultima apparizione del mostro come protagonista di un film della serie dei Mostri della Universal. A partire dal successivo film, Frankenstein contro l'uomo lupo (nel quale Lugosi interpreta il mostro di Frankenstein mentre Chaney Jr. riprende il ruolo del licantropo), e in tutte le pellicole restanti della serie Universal, il mostro sarà solo comprimario nel cast insieme a varie altre creature.
A dispetto del fatto che il personaggio di Ygor era stato apparentemente ucciso al termine de Il figlio di Frankenstein, nel film viene rivelato che era stato solo ferito dai colpi sparatigli da Wolf Frankenstein. Inoltre, non viene mai fatta menzione del secondogenito del Dr. Frankenstein originale ne Il figlio di Frankenstein. Ludwig dichiara di aver sempre vissuto nei pressi di Visaria, ma non viene spiegato perché solo Wolf sia stato cresciuto in Inghilterra. Altra incongruenza avviene quando il cervello di Ygor viene trapiantato nel mostro; la creatura inizia a parlare con la voce di Ygor, come se il tono e la conformazione della stessa dipendessero dal cervello e non dalle corde vocali.
Il terrore di Frankenstein fu il film che segnò il definitivo passaggio della serie di  Frankenstein (e dei mostri della Universal) nella categoria dei "B-movie", con notevoli riduzioni di budget e scadimento delle sceneggiature.
Il titolo originale del film, The Ghost of Frankeinstein ("Il fantasma di Frankenstein"), si riferisce al fatto che nella storia a un certo punto appare il fantasma del Dr. Henry Frankenstein, creatore originale del mostro. Il fantasma è interpretato dallo stesso Cedric Hardwicke, interprete anche di Ludwig, essendo Colin Clive, l'attore originario che aveva interpretato Frankenstein nel primo film del 1931, prematuramente scomparso a soli 37 anni qualche anno prima.

## Distribuzione

### Edizioni home video

#### Edizione italiana
Nell'edizione in DVD della Universal il doppiaggio italiano è completamente rifatto, così come nel Blu-ray Disc della stessa casa. Solo il DVD prodotto dalla Sinister Film contiene ancora il doppiaggio originale. L'edizione italiana originale fu tuttavia privata di alcune scene - probabilmente per censura - che di conseguenza non furono doppiate.

## Critica
Fantafilm scrive che si tratta di una pellicola "ingiustamente sottovalutata", ma anche che "conclusa la splendida trilogia interpretata da Boris Karloff (...), per Frankenstein e per la mitica "Creatura" inizia l'era della decadenza. Il mostro (...) perde ogni sofferta connotazione psicologica per trasformarsi, d'ora in poi, in un bruto automa, privo di intelligenza e di sentimenti, con un peso narrativo sempre più marginale."